# Historias negras
Historias negras est une série de bande dessinée de l'auteur espagnol Alfonso Font.

## Synopsis
Historias negras est un recueil d'histoires courtes (la plupart de deux pages et quelques-unes plus longues) d'humour noir explorant des thèmes très divers : la religion, le sexe, la peine de mort, le cannibalisme, la guerre, un premier contact avec des extraterrestres,. A travers ces histoires, Alfonso Font dresse un portrait critique de la société moderne et de ses vices en explorant certaines des facettes les plus sombres de l’humanité.

## Trajectoire éditoriale
Après avoir travaillé avec des scénaristes français et fait partie de l'Atelier Premiá, Alfonso Font décide de créer ses propres séries, la première étant Historias negras.
Les premières planches sont publiées en 1980 dans la version espagnole de la revue Creepy pour l'histoire intitulée La ejecución. La série se poursuit sur quinze numéros de la revue jusqu'en janvier 1982, avec la publication de l'histoire intitulée La arenga.
En 1984, Alfonso Font reprend la série pour la revue Cimoc, et produit trois nouvelles histoires : Una historia sin final, La broma et La parábola de el marciano desconocido.
En 2003, Glénat España réunit la série complète en album, en optant pour un regroupement thématique des histoires. En 2017, une nouvelle intégrale est publiée aux éditions Planeta Cómic. Enfin, en 2023, une ultime (à ce jour) intégrale est publiée par ECC Ediciones (es) : outre la série complète, elle regroupe des articles sur l'auteur écrits par d'autres dessinateurs et de nombreux dessins de l'auteur.
La série n'a jamais été publiée en français.

## Publications

### Périodiques

#### Creepy (édition espagnole)
- La ejecución, dans Creepy no 14, 1980
- ¡Señor, señor...!, dans Creepy no 15, 1980
- Cuando deje de nevar, dans Creepy no 16, 1980
- Un día de campo, dans Creepy no 17, 1980
- Cuestión de marketing, dans Creepy no 18, 1980
- Un fallo técnico, dans Creepy no 19, 1980
- El misionero, dans Creepy no 20, 1981
- El hijo muerto, dans Creepy no 21, 1981
- El aspirante, dans Creepy no 22, 1981
- La voz, dans Creepy no 23, 1981
- El viejo sistema, dans Creepy no 24, 1981
- La víctima, dans Creepy no 26, 1981
- Week-end, dans Creepy no 27, 1981
- El velatorio dans Creepy no 28, 1981
- La arenga dans Creepy no 31, 1982

#### Cimoc
- Una historia sin final dans Cimoc no 50, 1985[4]
- La broma
- La parábola de el marciano desconocido

### Albums
- Historias Negras (scénariste et dessinateur), Glénat España, 2003  (ISBN 978-8484492986), intégrale de la série rééditée par Planeta Cómic en 2017  (ISBN 978-8416816743) puis Ecc cómics (es) en 2023  (ISBN 978-84-19760-04-3)